# Morten Slotved
Morten Slotved (født 3. november 1969 i Brørup) er en dansk politiker, der siden 1. januar 2010 har været borgmester i Hørsholm Kommune, valgt for Konservative.
Slotved er student fra Vejen Gymnasium og HF og uddannet cand.oecon. fra Aarhus Universitet 1998. Fra 2001 til 2010 var han seniorsalgschef i IBM.
Han blev første gang valgt til Hørsholm Kommunalbestyrelse i 2005 og er siden genvalgt i 2009, 2013, 2017 og 2021.
Privat har han tre børn og er gift med Inger Slotved.